# Gala Galaction
Gala Galaction, pseudonimo di Grigore o Grigorie Pișculescu (Didești, 16 aprile 1879 – Bucarest, 8 marzo 1961), è stato un presbitero, teologo, politico, scrittore, giornalista, attivista di Sinistra rumeno. Contrario allo spirito del tempo, fu un'importante figura politica della Repubblica Socialista di Romania, promotore di una politica di tolleranza verso le minoranze ebraiche.